# Gabriel Fredrik Ridderhjerta
Gabriel Fredrik Ridderhjerta, född 12 oktober 1768, död 9 januari 1856 i Visby, var en svensk militär och partigängare.
Ridderhjertas föräldrar var korpralen vid livdrabantkåren Johan Fredrik Ridderhjerta och Maria Magdalena Kjellberg, vars far var amiralitetskapten. Ridderhjerta blev fänrik vid Västmanlands regemente 1790, förste adjutant där 1793 och begärde sedan avsked 1794. Tre år senare utnämnd till kornett vid adelsfanan stod han ännu kvar i denna grad när han drog ut för att deltaga i Finska kriget och under detsamma gjorde sig bekant för lika djärva och skickliga som lyckliga operationer i det "lilla kriget".
Innan Ridderhjerta ankom till Finland hade kustbefolkningen flera gånger tillkännagivit sin önskan att bilda frikårer, om bara de erhöll befälhavare och ammunition. Så fort Ridderhjerta landstigit vid Korsön, samlade han omkring sig några bönder från Valgrundsön och försäkrade sig om socknens präst, vilken misstänktes att vara ryssvän. Med några soldater och uppbådad allmoge började han sen sina operationer i trakten av Vasa och tillfångatog inom kort hundratjugo kosacker och jägare med befäl samt bemäktigade sig ett inte obetydligt förråd spannmål, utrednings- och beväringspersedlar. I spetsen för sin friskara, som efter hand förökats till tvåhundrafemtio man, befästade han sig vid Sålfs by och gjorde därifrån utmarscher i trakten. Vid underrättelsen att Klingsporska hären var i antågande mot Vasa, skyndade han att understödja densamma och falla ryssarna i ryggen, men fann att dessa vid ryktet om hans annalkande redan dragit sig tillbaka. Efter flera angrepp, därvid han från fienden tagit en mängd fångar, flera officerare och över hundra kosackhästar, förenades hans friskara slutligen med Gyllenbögels och tillhörde densamma under den återstående delen av fälttåget.
För sina bedrifter befordrades Ridderhjerta 1809 till kapten i armén och 1812 till kapten vid Gotlands nationalbeväring. 1834 fick han majors namn, heder och värdighet samt avled såsom place-major i Visby den 9 januari 1856.
Ridderhjerta gifte sig 1802 med Katarina Maria von der Burg, men paret fick inga barn.